# Бренда Фрикер
Бренда Фрикер (енгл. Brenda Fricker) је ирска глумица, рођена 17. фебруара 1945. године у Даблину (Република Ирска).

## Филмографија
| Улоге Бренда Фрикер |                                  |                                |                    |          |
| Година              | Српски назив                     | Изворни назив                  | Улога              | Напомена |
| 1989.               | Моје лево стопало                |                                |                    |          |
| 1992.               | Сам у кући 2: Изгубљен у Њујорку | Home Alone 2: Lost in New York | жена са голубовима |          |
| 1996.               | Време за убијање                 |                                |                    |          |